# Bernard Lama
Bernard Lama (7 d'abril de 1963) és un exfutbolista francès d'origen guaianès que jugava en la posició de porter. Com a membre de la selecció francesa, va guanyar la Copa del Món de la FIFA de 1998 i l'Eurocopa de la UEFA 2000. Lama va jugar sobretot a la Ligue 1 francesa, amb el Lille, el Metz, el Brest, el Lens, el Paris Saint-Germain i el Rennes, i a la Premier League amb el West Ham United.
El 2006, Lama va entrenar breument la selecció de Kenya, la seva única experiència professional com a entrenador.

## Selecció de França
Va formar part de l'equip francès a la Copa del Món de 1998.